# Viborg Stadion
Viborg Stadion är en fotbollsarena i Viborg, Danmark. Den är hemmaplan för Viborg FF, och har en publikkapacitet på 9 566.
Arenan invigdes 1931, och här spelades bland annat en B-landskamp 1956 mellan Danmark och Sverige.
2011 spelades här matcher vid U21-Europamästerskapet för herrar.

### Fotnoter
1. ↑  Danmark - Sverige (0-4) DBU.dk landsholdsdatabasen
2. ↑  EM til Danmark - og Viborg Viborgs kommun, 11 december 2008